# Campeonato da Europa de Atletismo de 2014 - Salto em distância masculino
A prova do salto em distância masculino do Campeonato da Europa de Atletismo de 2014 foi disputada entre os dias 15 e 17 de agosto de 2014 no Estádio Letzigrund em Zurique, na Suíça. 

## Recordes
Antes desta competição, os recordes mundiais e do campeonato nesta prova eram os seguintes:
|                       | Nome           | Nacionalidade   | Distância | Local     | Data                 |
| --------------------- | -------------- | --------------- | --------- | --------- | -------------------- |
| Recorde mundial       | Mike Powell    | Estados Unidos  | 8m 95cm   | Tóquio    | 30 de agosto de 1991 |
| Recorde do campeonato | Christian Reif | Alemanha        | 8m 47cm   | Barcelona | 1 de agosto de 2010  |
| Recorde europeu       | Robert Emmiyan | União Soviética | 8m 86cm   | Salcazor  | 22 de maio de 1987   |

## Medalhistas
| Ouro                  | Prata                 | Bronze               |
| Greg Rutherford (GBR) | Louis Tsatoumas (GRE) | Kafétien Gomis (FRA) |

## Cronograma
Todos os horários são locais (UTC+2).
| Data         | Hora  | Evento       |
| ------------ | ----- | ------------ |
| 15 de agosto | 21:30 | Qualificação |
| 17 de agosto | 18:00 | Final        |

## Resultados

### Qualificação
Qualificação: Desempenho de 8.00 m (Q) ou os 12 melhores qualificados (q).
| Posição | Grupo | Atleta               | Nacionalidade | #1   | #2   | #3   | Resultados | Notas |
| ------- | ----- | -------------------- | ------------- | ---- | ---- | ---- | ---------- | ----- |
| 1       | B     | Louis Tsatoumas      | Grécia        | 7.94 | 8.19 |      | 8.19       | Q     |
| 2       | B     | Eusebio Cáceres      | Espanha       | 7.64 | 8.05 |      | 8.05       | Q     |
| 3       | B     | Greg Rutherford      | Grã-Bretanha  | 7.95 | 8.03 |      | 8.03       | Q     |
| 4       | A     | Christian Reif       | Alemanha      | 7.52 | 8.02 |      | 8.02       | Q     |
| 5       | A     | Chris Tomlinson      | Grã-Bretanha  | 7.68 | 7.27 | 7.89 | 7.89       | q     |
| 6       | A     | Tomasz Jaszczuk      | Polónia       | x    | 7.83 | 7.58 | 7.83       | q     |
| 7       | B     | Kafétien Gomis       | França        | 7.83 | x    | x    | 7.83       | q     |
| 8       | A     | JJ Jegede            | Grã-Bretanha  | 7.64 | 7.76 | 7.81 | 7.81       | q     |
| 9       | B     | Michel Tornéus       | Suécia        | 7.81 | 7.69 | –    | 7.81       | q     |
| 10      | B     | Adrian Strzałkowski  | Polónia       | 7.70 | 7.71 | 7.80 | 7.80       | q     |
| 11      | A     | Elvijs Misāns        | Letônia       | 7.54 | 7.79 | 7.71 | 7.79       | q     |
| 12      | B     | Ignisious Gaisah     | Países Baixos | 7.78 | x    | 7.72 | 7.78       | q     |
| 13      | A     | Aleksandr Menkov     | Rússia        | 7.63 | x    | 7.78 | 7.78       |       |
| 14      | B     | Aleksandr Petrov     | Rússia        | x    | 5.29 | 7.75 | 7.75       |       |
| 15      | A     | Salim Sdiri          | França        | 7.53 | x    | 7.74 | 7.74       |       |
| 16      | A     | Tomas Vitonis        | Lituânia      | 7.68 | 5.41 | 5.26 | 7.68       |       |
| 17      | B     | Povilas Mykolaitis   | Lituânia      | x    | 7.61 | 7.66 | 7.66       |       |
| 18      | B     | Yves Zellweger       | Suíça         | 7.64 | 7.04 | 7.63 | 7.64       |       |
| 19      | A     | Yeóryios Tsákonas    | Grécia        | 7.64 | x    | 7.44 | 7.64       |       |
| 20      | B     | Jean Marie Okutu     | Espanha       | 7.64 | x    | 7.39 | 7.64       |       |
| 21      | A     | Julian Howard        | Alemanha      | 7.61 | x    | 7.63 | 7.63       |       |
| 22      | B     | Izmir Smajlaj        | Albânia       | 7.56 | 7.42 | 7.29 | 7.56       |       |
| 23      | B     | Sebastian Bayer      | Alemanha      | x    | 7.33 | 7.56 | 7.56       |       |
| 24      | B     | Dino Pervan          | Croácia       | x    | 7.53 | x    | 7.53       |       |
| 25      | A     | Mathias Broothaerts  | Bélgica       | 7.48 | x    | 7.41 | 7.48       |       |
| 26      | B     | Emanuele Catania     | Itália        | x    | 7.25 | 7.31 | 7.31       |       |
| 27      | A     | Nikolaos Xenikakis   | Grécia        | 6.99 | 7.12 | 7.06 | 7.12       |       |
| 28      | A     | Luis Méliz           | Espanha       | 6.85 | 4.34 | –    | 6.85       |       |
| 29      | A     | Stefano Tremigliozzi | Itália        | x    | x    | 4.77 | 4.77       |       |
| 30      | A     | Gor Nerkararyan      | Armênia       | –    | r    |      | NM         |       |

### Final
| Posição           | Atleta              | Nacionalidade | #1   | #2   | #3   | #4   | #5   | #6   | Resultados | Notas                |
| ----------------- | ------------------- | ------------- | ---- | ---- | ---- | ---- | ---- | ---- | ---------- | -------------------- |
| Medalha de ouro   | Greg Rutherford     | Grã-Bretanha  | 7.95 | 8.27 | 8.18 | 8.29 | –    | –    | 8.29       |                      |
| Medalha de prata  | Louis Tsatoumas     | Grécia        | 8.15 | 7.82 | x    | 7.83 | 7.86 | 7.72 | 8.15       |                      |
| Medalha de bronze | Kafétien Gomis      | França        | x    | x    | 8.13 | x    | 7.81 | 8.14 | 8.14       |                      |
| 4                 | Eusebio Cáceres     | Espanha       | x    | 8.11 | x    | –    | r    |      | 8.11       | Recorde da temporada |
| 5                 | Michel Tornéus      | Suécia        | x    | x    | 8.00 | x    | 8.05 | 8.09 | 8.09       | Recorde da temporada |
| 6                 | Ignisious Gaisah    | Países Baixos | 8.03 | 8.08 | 7.85 | 7.80 | 7.94 | 7.94 | 8.08       |                      |
| 7                 | Tomasz Jaszczuk     | Polónia       | 7.69 | x    | 7.96 | x    | x    | 8.07 | 8.07       |                      |
| 8                 | Christian Reif      | Alemanha      | x    | 7.95 | 7.91 | 7.88 | x    | 7.66 | 7.95       |                      |
| 9                 | JJ Jegede           | Grã-Bretanha  | 7.88 | x    | 7.65 |      |      |      | 7.88       |                      |
| 10                | Elvijs Misāns       | Letônia       | x    | 7.76 | 7.69 |      |      |      | 7.76       |                      |
| 11                | Chris Tomlinson     | Grã-Bretanha  | 7.26 | 7.73 | 7.75 |      |      |      | 7.75       |                      |
| 12                | Adrian Strzałkowski | Polónia       | 7.63 | 7.62 | 7.59 |      |      |      | 7.63       |                      |

Legenda
| Recorde mundial       | Recorde mundial (World record)               |                       | Recorde africano                      | Recorde africano (African) |                                           | Q | Classificado por posição (Qualified) |
| Recorde do campeonato | Recorde do campeonato (Championship record)  | Recorde da América    | Recorde da América (Americas)         | q                          | Classificado por melhor tempo (Qualified) |   |                                      |
| Melhor marca do ano   | Melhor marca do ano (World leading)          | Recorde asiático      | Recorde asiático (Asian)              | DNS                        | Não largou (Did not start)                |   |                                      |
| Recorde nacional      | Recorde nacional (National record)           | Recorde europeu       | Recorde europeu (European)            | DNF                        | Não terminou (Did not finish)             |   |                                      |
| Recorde pessoal       | Recorde pessoal do atleta (Personal best)    | Recorde da Oceania    | Recorde da Oceania (Oceania)          | DSQ / DQ                   | Desclassificado (Disqualified)            |   |                                      |
| Recorde da temporada  | Recorde da temporada do atleta (Season best) | Recorde sul-americano | Recorde sul-americano (South America) | NM                         | Sem marca (No mark)                       |   |                                      |